# 胡安·雅内·希拉尔特
胡安·雅内·希拉尔特（西班牙語：Juan Jané Giralt，1953年5月31日—），西班牙人，現任中國國家女子水球隊主教練，有「西班牙水球教父」之称 。

## 生平
1964年，胡安·雅内·希拉尔特入選西班牙國家水球隊，曾以15岁之齡代表西班牙參加1968年墨西哥城奥运会。
1983年，胡安退役後在巴塞罗那俱乐部擔任教练。至1993年出任西班牙国家男子水球队教练，並帶領球隊贏得1994年世锦赛第二名、1996年奥运会金牌、1998年世锦赛冠軍及2001年世锦赛冠軍。
2007年11月，胡安獲邀擔任中國國家女子水球隊主教練，在接手仅8个月後，就带领中国女水在北京奥运会上击败了雅典奥运会金牌得主意大利，获得了第五名，震惊国际泳坛。
北京奥运会后，胡安回到西班牙，中国女水的成績馬上下滑，在罗马舉行的世界游泳錦標賽只拿得第11名。之后，中国泳协力邀胡安再次执掌中国队，他亦不負所託，翌年便带领球隊首度贏得女子水球世界杯铜牌。
2010年11月，贾内·吉拉尔特·胡安帶領中國出戰廣州亞運會女子水球比賽項目，奪得金牌。
2011年7月，贾内·吉拉尔特·胡安帶領中國出戰上海舉行的世界游泳錦標賽女子水球比賽項目，創下國家隊歷來最好的成績奪得銀牌。
2012年，贾内·吉拉尔特·胡安帶領中国出戰英國倫敦舉行的奥林匹克运动会女子水球比賽，最終拿得第五名。